# Chiến tranh Gaza (2008–2009)
Chiến tranh Gaza - gọi là Chiến dịch Chì Đúc (tiếng Hebrew: מבצע עופרת יצוקה Mivtza Oferet Yetzuka) bởi Lực lượng Phòng vệ Israel và còn được gọi với cái tên Thảm sát Gaza (tiếng Ả Rập: مجزرة غزة) đối với thế giới Ả Rập, là một xung đột dài ba tuần giữa Israel và Hamas xảy ra tại Dải Gaza và Nam Israel trong mùa đông năm 2008-2009. Chiến dịch này nhằm trả đũa việc phe Hamas (Palestine) tấn công vào lãnh thổ Israel bằng rốcket và những vụ đánh bom liều chết. Tính cho tới thời điểm này, đay là chiến dịch gây tổn thất lớn nhất kể từ khi Hamas giành quyền kiểm soát Gaza kể từ năm 2006.
Lệnh ngưng bắn giữa Hamas và Israel kết thúc từ ngày 19 tháng 12 năm 2008. Hamas đổ lỗi cho Israel về việc lệnh ngưng bắn, tuyên bố Israel không tôn trọng các điều khoản của cuộc ngưng bắn, bao gồm việc dỡ bỏ phong tỏa dải Gaza. Israel tuyên bố Hamas đã bắn hàng trăm đạn cối, rốc-két và tên lửa vào Israel ngay cả khi lệnh ngưng bắn còn có hiệu lực, và tăng cường bắn phá kể từ sau lệnh ngưng bắn hết hạn. Chiến dịch này theo phía Israel là để triệt tiêu khả năng của Hamas tấn công Israel từ dải Gaza.
Trong ngày đầu tiên của chiến dịch, không quân Israel ném bom khoảng 100 mục tiêu trong vòng bốn phút đầu tiên, bao gồm các căn cứ của Hamas, trại huấn luyện, sở chỉ huy và văn phòng trên toàn bộ các thị trấn chính tại dải Gaza, bao gồm Gaza, Beit Hanoun, Khan Younis, và Rafah. Không quân Israel cũng bắn phá một số mục tiêu dân sự như đền thờ Hồi giáo, trường học và nhà cửa, vì cho biết Hamas giấu người và vũ khí của mình trong đó, chứ họ không chủ trương tấn công dân thường. Hải quân Israel cũng pháo kích một số mục tiêu và tiến hành phong tỏa bờ biển Gaza.
Hamas tăng cường bắn phá Israel trong suốt cuộc xung đột, bắn vào các thành phố Beersheba và Ashdod. Tầm bắn của tên lửa do Hamas phóng đi tăng từ 16 km lên 40 km kể từ đầu năm 2008. Các cuộc bắn phá này gây ra nhiều thiệt hại về người và của cho Israel.
Từ ngày 3 tháng 1 năm 2009, bộ binh Israel bắt đầu tiến công, với bộ binh cơ giới, xe bọc thép, pháo binh và trực thăng vũ trang yểm trợ. Bộ trưởng quốc phòng Israel Ehud Barak tuyên bố "chiến tranh sẽ kéo dài đến cùng," còn Hamas tuyên bố "sẽ chiến đấu đến hơi thở cuối cùng".
Tới thứ bảy, ngày 17 tháng 1, Israel tuyên bố đơn phương ngừng bắn, trong khi Hamas "thề tiếp tục chiến đấu." Tuy nhiên, mặc dù có lệnh ngưng bắn, Israel tuyên bố sẽ tiếp tục duy trì sự hiện diện của mình tại Gaza cho tới khi được đảm bảo rằng Hamas sẽ ngưng việc bắn tên lửa vào lãnh thổ Israel.

## Nguyên nhân

### Hamas chấm dứt ngưng bắn nhưng Gaza vẫn yên tịnh
Ngày thứ Sáu, 19 tháng 12 năm 2008, các nhóm Hồi giáo võ trang tại Gaza được đặt trong tình trạng báo động sau khi tuyên bố chấm dứt một thỏa hiệp ngưng bắn sau sáu tháng với Israel. Nhưng ngoài những lời lẽ phô trương, tình hình vẫn yên tĩnh, mặc dù ít nhất ba hỏa tiễn tự chế được phóng vào Israel. Những người Palestine đeo mặt nạ và mang súng trường AK-47 diễn hành trước các ống kính truyền hình ngay sau khi nhóm Hồi giáo Hamas, đang kiểm soát dải đất duyên hải này, đơn phương tuyên bố chấm dứt cuộc ngưng bắn.
Vài ngàn người dân Gaza tụ tập tại thành phố Khan Younis ở phía Nam để ủng hộ nhóm Hồi giáo Jihad. Họ đốt hình nộm của Thủ tướng Israel Ehud Olmert và Tổng thống Hoa Kỳ George W. Bush cùng với cờ của Israel và Hoa Kỳ. Ai Cập, nước đã đứng trung gian dàn xếp cuộc ngưng bắn vào tháng 6 năm 2008, không được yêu cầu can thiệp để gia hạn thỏa hiệp. Kể từ đầu tháng 11, thỏa hiệp trên thực tế hầu như mỗi ngày mỗi suy sụp, vì những cuộc đột kích của Israel nhắm vào các dân quân Hồi giáo và những trận mưa hỏa tiễn, phần lớn không có hiệu quả, từ Gaza bắn vào lãnh thổ Israel.
Các nguồn tin quân sự Israel báo cáo một vụ nổ súng vào buổi sáng nhắm vào các công nhân trên các cánh đồng của một nông trại tập thể gần biên giới với Gaza. Không ai bị thương và không có hỏa lực bắn trả. Hai hỏa tiễn của Hồi giáo nổ trên đất Israel mà không gây thiệt hại gì. Các tay súng Hồi giáo đeo mặt nạ đưa ra những lời tuyên bố truyền hình trước lễ cầu nguyện của người Hồi giáo vào ngày 19 tháng 12, cảnh cáo là sẽ có đổ máu nếu Israel tấn công.
Bộ trưởng Quốc phòng Ehud Barak của Israel minh định rằng ông không có kế hoạch mở bất cứ cuộc tấn công quan trọng nào nhắm vào Gaza, trừ phi có sự khiêu khích lớn, và muốn thấy cuộc ngưng bắn kéo dài. Ai Cập đã không nhận được lời yêu cầu nào để tái lập thỏa hiệp ngưng bắn. Một phát ngôn viên Bộ Ngoại giao cũng bênh vực chính sách của Ai Cập khi giới hạn sự di chuyển ngang qua trạm biên giới Rafah, lối ra vào duy nhất của Gaza không hoàn toàn nằm dưới quyền kiểm soát của Israel.
Một số cư dân Palestine ở Gaza, khoảng 1,5 triệu, những người trong cậy vào đồ tiếp tế qua những đường hầm bất hợp pháp từ Ai Cập trong khi Israel tiếp tục khóa kín các đường biên giới, cảm thấy cuộc ngưng bắn là một trò bịp bợm. "Có hay không có thỏa hiệp, tình trạng cũng vậy. Người Do Thái dù sao cũng không mở cửa những trạm biên giới. Nếu không có các đường hầm chúng tôi sẽ không có gì để mua hoặc bán," một người dân ở Gaza nói.
Tại Sderot ở miền Nam Israel, nơi thường hứng chịu những đợt phóng hỏa tiễn từ Gaza, người dân cảnh giác nhưng sự cảnh giác không hơn bất cứ ngày nào khác trong tháng vừa qua. "Dĩ nhiên chúng tôi lo ngại, nhưng chúng tôi không thể làm được gì," theo lời một cư dân ở Sderot.

### Palestine tiếp tục pháo kích vào Israel
Ngày 24 tháng 12 năm 2008, thứ Tư, phía Palestine trong khu vực dải Gaza tiếp tục pháo kích vào vùng phía Nam Israel, gây thêm sự hoảng sợ cho dân chúng và gây thêm trở ngại cho các nỗ lực ngoại giao nhằm làm sống lại một thỏa ước ngưng bắn. Không một người Israel nào bị thương trong các vụ pháo kích bằng hỏa tiễn và súng cối này. Phía Gaza bất ngờ bị thiệt hại khi chất nổ bất ngờ kích hỏa và đạn lạc làm hai tay súng Palestine thiệt mạng và ba thường dân bị thương. Một trong những người bị thương làm việc cho một cơ quan hòa giải quốc tế.
Hamas, tổ chức dân quân Hồi giáo kiểm soát dải Gaza, nói rằng việc pháo kích là để trả đũa cái chết của ba dân quân bị giết trong cuộc chạm súng với quân đội Israel vào chiều tối ngày 23 tháng 12 năm 2008. Phía Israel nói các tay súng thuộc lực lượng Hamas đã tìm cách đặt chất nổ dọc theo bờ tường biên giới Gaza.
Khoảng 60 trái hỏa tiễn và đạn súng cối rơi xuống khu vực Nam Israel vào trưa ngày 24 tháng 12. Không ai bị thương trong các đợt pháo kích vừa qua, nhưng một cơ xưởng, một căn nhà và một vài nơi khác bị thiệt hại. Hỏa tiễn bắn tới Beit Hagdi, một cộng đồng nhỏ, nằm cách Thành phố Gaza khoảng 20 cây số. Một người dân ở Ashkelon, nằm cách biên giới Gaza chừng 17 cây số, "đã nghe tiếng báo động, rồi tiếng rít của hỏa tiễn khi bay đến gần, sau đó là một tiếng nổ lớn."
Một quả hỏa tiễn rơi ngay vào một căn nhà trong cộng đồng Tkuma chỉ vài giây sau khi người cha đưa các con từ phòng khách chạy vào hầm trú ẩn. Trong khi đó tại Gaza, các viên chức y tế nói Iyad Dremly, một luật sự Palestine làm việc cho Trung tâm Hòa giải Palestine bị thương trầm trọng khi một vụ nổ xảy ra trong tòa nhà hai tầng nơi ông ở tại Thành phố Gaza. Dân quân Hamas bắn hỏa tiễn và súng cối từ khu vực này, nhưng phía quân đội Israel không bắn trả, cho thấy vụ nổ gây ra bởi chất nổ bị kích hỏa bất ngờ.
Hai thường dân khác bị thương khi một quả hỏa tiễn rơi vào căn nhà khác cách đó vài cây số trong vùng Beit Lahiya. Trước lúc rạng sáng, hai dân quân Hamas thiệt mạng ở vùng Nam Gaza khi đang chuẩn bị gài chất nổ. Trước khi có cuộc leo thang bạo động này, phía Israel đồng ý sẽ mở đường cho xe vận tải đưa một số lượng giới hạn thực phẩm, thuốc men và nhiên liệu vào Gaza. Nhưng sau cuộc pháo kích, quân đội Israel nói rằng điều này sẽ không được thực hiện.
Israel đã thi hành cuộc phong tỏa Gaza kể từ khi cuộc ngưng bắn thỏa thuận ngày 19 tháng 6 năm 2008 bắt đầu bị vi phạm sáu tuần lễ trước đó và chỉ cho phép một số lượng nhỏ nhu yếu phẩm vào khu vực này. Phía Ai Cập cũng khóa chặt cửa biên giới với vùng Gaza. Các biện pháp phong tỏa này làm tăng sự khổ sở của khoảng 1,4 triệu dân ở Gaza. Họ phải tìm cách đối phó bằng cách đưa hàng hóa vào vùng này qua các đường hầm đào xuyên biên giới Gaza và Ai Cập. Tuy đang có những nỗ lực ngoại giao để giải quyết tình hình, phía Israel đã chuẩn bị để mở cuộc hành quân lớn vào Gaza.
Giới lãnh đạo Israel chấp thuận cuộc hành quân này nhưng ngần ngại chưa muốn thi hành vì cuộc tấn công sẽ gây ra tổn thất nhân mạng nặng nề ở cả hai phía. Các cuộc tấn công trước đây đã không ngăn được các vụ pháo kích và các giới chức chính trị cũng như quốc phòng đều lo ngại rằng chỉ trừ phi tái chiếm đóng Gaza mới giải quyết được các vụ pháo kích này.

### Israel mở cửa các trạm biên giới ở Gaza
Vào thứ Năm, 25 tháng 12 năm 2008, Ngoại trưởng Tzipi Livni của Israel thảo luận về cuộc khủng hoảng với Tổng thống Hosni Mubarak của Ai Cập. Ông Mubarak kêu gọi cả hai bên hãy tự chế. Trong khi đó, ông Olmert xuất hiện trên một kênh truyền hình Ả Rập, thúc giục người dân Gaza hãy bác bỏ những người cai trị Hồi giáo của họ và ngưng những vụ tấn công bằng hỏa tiễn. Ông nói đó là một lời kêu gọi vào phút chót và nói ông sẽ không ngần ngại sử dụng quân đội Israel nếu cần. 
Ngày thứ Sáu 26 tháng 12 năm 2008, Israel mở cửa trở lại những trạm băng ngang biên giới với Gaza, một ngày sau khi Thủ tướng Ehud Olmert cảnh cáo các dân quân Hamas rằng họ phải ngưng những vụ bắn hỏa tiễn nếu không muốn phải trả một giá nặng nề. Khoảng hơn một chục hỏa tiễn và đạn súng cối đã từ Gaza bắn vào Israel. Một trái vì rủi ro đã rơi trúng một căn nhà ở Gaza, giết chết hai chị em người Palestine, 5 tuổi và 13 tuổi, và làm bị thương một người thứ ba.
Trạm biên giới Erez, con đường thông thương chính giữa Israel và Gaza, bị đóng sau khi hai đạn súng cối rơi xuống khu vực. Bộ trưởng Quốc phòng Ehud Barak của Israel ra lệnh mở cửa các trạm biên giới ở Gaza cho các đồ tiếp tế nhân đạo thiết yếu để đáp lại những lời yêu cầu của cộng đồng quốc tế. Các công nhân Palestine tại các trạm biên giới nói nhiên liệu đã tới nhà máy phát điện chính của Gaza, nơi những thiếu hụt đã đưa tới những vụ cúp điện định kỳ.
Israel cũng cho phép một người đàn ông Palestine được tới một bệnh viện Israel để điều trị một thương tích sau khi một hỏa tiễn của dân quân đánh trúng căn nhà của ông ở Gaza trước đó vài ngày. Gaza đã nằm dưới sự phong tỏa của Israel kể từ khi Hamas chiếm quyền kiểm soát vào năm 2007. Nội các Israel dự trù sẽ thảo luận vào ngày 28 tháng 12 năm 2008 về một quyết định của Ủy ban an ninh để đánh trả các dân quân, khởi sự với những cuộc không kích nhắm vào các mục tiêu Hamas.
Israel đã rút các lực lượng quân đội và người định cư ra khỏi Gaza vào năm 2005 và không muốn tái chiếm dải đất duyên hải này.

## Chiến dịch

### Israel đột kích
Bộ trưởng Quốc phòng Ehud Barack nói là Israel sẽ mở rộng cuộc hành quân nếu cần. "Có lúc phải nhẫn nhịn và có lúc phải chiến đấu, và ngay lúc này là thời điểm phải chiến đấu," ông tuyên bố trong một cuộc họp báo. Ông không trả lời câu hỏi là liệu một cuộc hành quân trên bộ đang được chuẩn bị. Tuy nhiên khi được hỏi trước đó là liệu các nhà lãnh đạo chính trị của Hamas sẽ là mục tiêu tấn công kế tiếp, nữ phát ngôn viên quân đội Israel, thiếu tá Avital Leibovich nói, "bất cứ mục tiêu Hamas cũng là mục tiêu." Từ đó, quân số Israel dọc theo biên giới Gaza đã tăng lên gấp đôi và nội các chấp thuận việc huy động 6.500 binh sĩ thuộc thành phần trừ bị.

### Phi cơ Israel oanh tạc các cơ sở của Hamas
Các phi cơ Israel, trả đũa việc hỏa tiễn bắn vào khu vực sinh sống của dân chúng từ dải Gaza, oanh tạc hàng chục cơ sở an ninh trên khắp lãnh thổ do Hamas trong các đợt tấn công trong ngày 27 tháng 12, giết gần 200 người và làm bị thương 270 người khác trong một ngày giao tranh đẫm máu nhất từ nhiều năm. Cuộc không tập gây ra tình trạng hỗn loạn và sợ hãi trên khắp dải Gaza, với các đám khói đen bốc lên ở mọi khu vực do Hamas kiểm soát trong vòng 18 tháng qua. Phần lớn những người bị giết là thành phần an ninh nhưng cũng có thường dân trong số người thiệt mạng.
Tại cơ quan an ninh chính ở thành phố Gaza, xác của hơn một chục nhân viên an ninh mặc đồng phục nằm trong sân trụ sở. Cảnh sát trưởng Gaza cũng ở trong số những người thiệt mạng. Phát ngôn viên cảnh sát Hamas, Ehad Ghussein, nói rằng có khoảng 140 nhân viên an ninh Hamas bị giết. Giới chức quân sự Israel nói có hơn 100 tấn bom được thả xuống Gaza tính đến giữa trưa ngày 27 tháng 12.
Phát ngôn viên Hamas Fawzi Barhoum đe dọa sẽ có phản ứng phục thù, kể cả việc nổ bom tự sát. Chính phủ Israel ra lệnh cho dân chúng sống gần Gaza hãy vào hầm trú ẩn trong lúc phía Hamas khởi sự bắn trả bằng hỏa tiễn. Tại vùng Tây Ngạn, Tổng thống Mahmoud Abbas kêu gọi có sự tự chế. Chính phủ Ai Cập triệu đại sứ Israel đến để bày tỏ sự không hài lòng và mở cửa biên giới với Gaza để xe cứu thương có thể đưa một số người bị thương ra bên ngoài chữa trị. Chính phủ Israel tuyên bố tình trạng khẩn trương trong các cộng đồng Israel nằm trong khu vực 20 cây số quanh Gaza để chuẩn bị đối phó với chiến tranh.

### Quân Israel tiến gần lãnh thổ do Hamas kiểm soát
Các phi cơ không quân Israel tiếp tục cuộc tấn công khốc liệt nhất nhắm vào thành phần dân quân Hamas từ trước đến lúc này, thả bom và bắn hỏa tiễn vào một căn cứ an ninh quan trọng, các đường hầm chuyển hàng hóa từ Ai Cập vào lãnh thổ Gaza và hàng chục các mục tiêu khác trong vùng Hamas kiểm soát ngày 28 tháng 12. Israel cũng huy động 6.500 lính trừ bị và đưa các đơn vị bộ binh cùng chiến xa đến sát biên giới để chuẩn bị cho việc có thể tấn công trên bộ. Có khoảng 280 người Palestine đã thiệt mạng trong 24 giờ đầu của cuộc không tập nhắm vào các toán bắn hỏa tiễn ở Gaza. Phần lớn những người thiệt mạng là cảnh sát ở Hamas nhưng thường dân cũng bị vạ lây.
Không bị khuất phục bởi khoảng 250 phi vụ oanh kích của Israel, dân quân Hamas bắn hàng chục quả đạn hỏa tiễn và súng cối vào các cộng đồng Israel sinh sống gần biên giới. Hai hỏa tiễn rơi vào thành phố lớn nhất ở phía nam Israel là Ashdod, nằm cách Gaza khoảng 38 cây số, tầm bắn xa nhất của hỏa tiễn Hamas từ trước đến lúc này. Việc Ashdod bị tấn công xác nhận sự lo ngại của phía Israel rằng thành phần quá khích nay có khả năng đặt các thành phố lớn của Israel nằm trong tầm bắn của họ. Không ai bị thương tích trầm trọng trong các vụ bắn hỏa tiễn.
Dù rằng có sự huy động quân nhân trừ bị, bộ trưởng Ngoại giao Tzipi Livni, nói không có kế hoạch chiếm đóng Gaza. Lên tiếng trong chương trình phỏng vấn truyền hình "Meet the Press", Livni nói cuộc tấn công của Israel xảy ra vì lực lượng Hamas ở Gaza đã ngầm chuyển vũ khí vào nơi đây để xây dựng lực lượng của họ. Tuy nhiên bà nhắc lại rằng "mục tiêu của chúng tôi không phải là tái chiếm đóng Gaza," nơi quân đội Israel đã rút đi năm 2005 sau 38 năm chiếm đóng.

### "Cuộc chiến đến tận cùng"
Quân đội Israel hủy diệt những biểu hiệu quyền lực của Hamas trong ngày thứ ba của điều mà bộ trưởng quốc phòng quốc gia này miêu tả ngày 29 tháng 12 là "cuộc chiến cho đến tận cùng," thả bom sát ngay nhà thủ tướng phía Hamas, gây thiệt hại nặng nề cho một căn cứ an ninh và một tòa nhà đại học. Con số tử thương trong ba ngày oanh kích lên đến ít nhất là 315 người vào sáng 29 tháng 12 với khoảng 1.400 người bị thương. Phía Liên Hợp Quốc nói có ít nhất 51 trong số những người thiệt mạng là thường dân, và các nhân viên cấp cứu nói rằng có tám trẻ nhỏ dưới 17 tuổi đã chết trong hai vụ oanh kích trong đêm.
Các vụ thả bom khiến thành phần lãnh đạo Hamas phải rút vào bóng tối và có vẻ đã gây ra thiệt hại nặng nề cho khả năng phóng hỏa tiễn của tổ chức này, tuy nhiên các vụ pháo kích vẫn xảy ra. Các đợt còi báo động suốt cả ngày về hỏa tiễn bắn tới khiến người dân Israel phải liên tục chạy vào hầm trú ẩn.
Một hỏa tiễn tầm trung bắn vào thành phố Ashkelon ở Israel, làm thiệt mạng một công nhân xây cất gốc Ả Rập ở nơi này ngày 29 tháng 12 và làm bị thương vài người khác. Nạn nhân là người thứ nhì trên lãnh thổ Israel bị thiệt mạng kể từ khi xảy ra cuộc tấn công và là người đầu tiên thiệt mạng vì hỏa tiễn ở Ashkelon, thành phố với 120.000 dân.
Tòa Bạch Ốc đưa ra một bản thông cáo nói rằng "để cuộc bạo động hiện nay có thể chấm dứt, Hamas phải ngưng việc bắn hỏa tiễn vào Israel và đồng ý tôn trọng một thỏa thuận ngưng bắn lâu dài." Ehud Barak, bộ trưởng quốc phòng Israel, tuyên bố trước nghị viện rằng Israel không tấn công dân chúng ở Gaza. "Nhưng chúng ta có một cuộc chiến cho đến tận cùng nhắm vào Hamas và thành phần liên hệ với chúng," ông nói. Mục tiêu của cuộc tấn công là để giáng cho Hamas một "đòn chí tử" và cuộc hành quân sẽ được "mở rộng, mở sâu nếu cần."
Mặc dù có những trận mưa Mùa Đông - có thể gây trở ngại cho bất cứ vụ tấn công trên bộ nào ố các chiến đấu cơ Israel tiếp tục mở những cuộc tấn công bước sang ngày thứ tư, 30 tháng 12, nhắm vào các mục tiêu Hamas, giết chết 15 người Palestine. Các hỏa tiễn được phóng đi từ dải Gaza đánh vào bên ngoài các thành phố Kiryat Malachi và Rahat của Israel, cách Gaza khoảng 30 km và là những nơi trước đây chưa bao giờ bị tấn công. Israel tiếp tục đóng cửa các trường học trong vòng một bán kính khoảng 30 km từ biên giới Gaza, viện dẫn những lo ngại về những vụ phóng hỏa tiễn. Các cư dân được khuyên ở yên trong nhà và cảnh giác về những báo động cho biết hỏa tiễn đang tiến tới. Hầu hết 1,5 triệu người Palestine tại Gaza, một trong những vùng mật độ dân cư cao nhất trên thế giới, ở yên trong những căn phòng tránh xa các cửa sổ có thể bị vỡ vì sức nổ trong những vụ không kích của Israel nhắm vào các cơ sở của Hamas.

### Hezbollah lên tiếng ủng hộ Hamas nhưng chưa nổ súng tấn công Israel
Hezbollah, lực lượng du kích hùng mạnh nhất ở Liban và được coi là lực lượng có khả năng chống Israel hữu hiệu nhất trong thế giới Ả Rập, có lập trường ủng hộ Hamas rất chặt chẽ nhưng vẫn án binh bất động trong khi đồng minh Palestine của họ hứng chịu mưa bom của Israel. Lực lượng Hezbollah có một kho hỏa tiễn lớn lao vốn đã gây nhiều thiệt hại cho Israel trong cuộc chiến kéo dài một tháng vào năm 2006, tuy nhiên họ cũng đang bị ngăn trở bởi những mục tiêu chính trị nội bộ và cũng vì lo sợ phía Israel có biện pháp trả đũa.
Trước đây có lúc chỉ được coi là một lực lượng võ trang đàn em được sự hậu thuẫn của Iran và Syria, Hezbollah đã phát triển được sức mạnh chính trị của họ tại Liban kể từ năm 2006. Với phía Israel đe dọa sẽ có sự trả đũa lớn lao nếu Hezbollah tái tục cuộc tấn công bằng hỏa tiễn, điều này đã làm cho thành phần lãnh đạo Hezbollah phải suy nghĩ lại để không bị lôi kéo vào một cuộc chiến mới.
Do vậy, Hezbollah chỉ kêu gọi các cuộc biểu tình phản đối rầm rộ ở Liban và khắp vùng Trung Đông để áp lực các chính phủ Ả Rập phải có hành động chống lại Israel. Lời kêu gọi này không đưa đến một hành động nào. Ngày 30 tháng 12, chính phủ Ai Cập sẽ tiếp tục phong tỏa Gaza khi nào mà Hamas còn tiếp tục cầm quyền nơi đây và không một chính phủ Ả Rập nào có phản ứng mạnh mẽ hơn là những lời phản kháng và cứu trợ để đối phó với Israel. Lãnh tụ Hassan Nasrallah của Hezbollah huy động được hàng chục người ủng hộ, vẫy cờ Palestine, Hezbollah và Liban, trong cuộc mít tinh ngày 29 tháng 12 trong vùng kiểm soát của ông ta ở về phía nam Beirut. Ông nói rằng cuộc tấn công của Israel vào Gaza sẽ chỉ dẫn đến thất bại.
Nasrallah đặt các tay súng của ông ta trong tình trạng báo động trong trường hợp Israel tấn công và nói rằng ông sẵn sàng có hành động nếu bị khiêu khích. Tuy nhiên ông không đưa ra lời đe dọa nào là sẽ bắn vào khu vực phía Bắc Israel để giảm bớt áp lực tại Gaza, một hành động chắc chắn sẽ gây ra một cuộc chiến mới với Israel. Hezbollah "không thể nào có một cuộc chiến toàn diện với Israel, vốn sẽ gây ra sự tàn phá lớn lao cho Liban," theo lời Paul Salem, giám đốc trung tâm Trung Đông của Carnegie, có trụ sở đặt tại Beirut, và là một phần của cơ quan Carnegie Endowment for International Peace tại Washington.

### Israel bác đề nghị hưu chiến, tiếp tục oanh tạc Gaza
Ngày 31 tháng 12, chính phủ Israel bác bỏ áp lực quốc tế kêu gọi họ ngưng cuộc không tập nhắm vào thành phần dân quân Hamas đang bắn hỏa tiễn ngày càng gần đến các thành phố lớn của Israel, mở thêm các đợt oanh kích để phá hủy các đường hầm được dùng để đưa hàng hóa phẩm vật và cả vũ khí vào vùng Gaza, nơi lực lượng Hamas đang kiểm soát. Các nỗ lực ngoại giao được tiến hành trước sự tàn phá khủng khiếp ở Gaza kể từ khi Israel khởi sự cuộc không tập, và số người chết lên đến 390 với khoảng 1.600 người bị thương.
Phía Hamas nói có khoảng 200 cảnh sát sắc phục của lực lượng an ninh Hamas bị giết, và phía Liên Hợp Quốc nói có ít nhất 60 thường dân Palestine bị thiệt mạng. Có bốn người Israel bị giết trong các cuộc pháo kích bằng hỏa tiễn của Hamas, trong số này có 3 thường dân. Tư lệnh cơ quan nội an Israel, Yuval Diskin, cho nội các Israel biết là khả năng điều hành Gaza của Hamas đã bị "suy giảm trầm trọng". Các nơi sản xuất vũ khí đã "hoàn toàn bị xóa bỏ" và hệ thống các đường hầm chuyển vận vũ khí đã bị hư hại nặng nề, một người tham dự cuộc họp nội các trích thuật lời Diskin như trên.
Trong đêm, Thủ tướng Ehud Olmert thảo luận về đề nghị ngưng bắn 48 tiếng do Pháp đưa ra với bộ trưởng ngoại giao và quốc phòng. Cuộc họp chấm dứt với quyết định là tiếp tục chiến dịch oanh tạc. "Cho Hamas một cơ hội dưỡng sức để tái tập trung, tái võ trang là một điều sai lầm," phát ngôn viên của Olmert là Mark Regev nói. "Áp lực đối với lực lượng quân sự của Hamas phải được tiếp tục."
Nguyên nhân chính khiến cho Israel tiếp tục cuộc oanh tạc là các hỏa tiễn có tầm bắn xa và sức tàn phá lớn lao mà Hamas đã chuyển vào Gaza qua các đường hầm dọc theo biên giới với Ai Cập. Trước đó, thành phần dân quân Hamas chỉ sử dụng loại hỏa tiễn chế tạo thô thiển với tầm bắn xa khoảng 19 cây số để khủng bố các cộng đồng Israel sinh sống sát biên giới Gaza. Nay, họ bắn các loại hỏa tiễn chế tạo tinh vi hơn và đặt khoảng 1/10 dân số Israel trong tầm ngắm của mình. Hơn hai chục quả đạn súng cối và hỏa tiễn đã bắn vào lãnh thổ Israel tính đến giữa trưa ngày 31/12, kể cả năm trái hỏa tiễn rớt chung quanh và bên trong thành phố lớn Beersheba của Israel, cách Gaza chừng 35 cây số.
Một trái hỏa tiễn rớt trúng ngôi trường đang đóng cửa. Một trái khác rơi vào một khu trồng trọt cách thành phố Tel Aviv khoảng 32 cây số. Không có ai bị thương tích trầm trọng trong các cuộc tấn công này. Phi cơ Israel đã oanh tạc các đường hầm ở biên giới Gaza-Ai Cập trong nỗ lực cắt đứt mạch sống của Hamas vốn phải nhờ cậy vào các đường hầm này để chuyển súng đạn, thực phẩm và nhiên liệu. Israel phá hủy khoảng 120 đường hầm kể từ khi chiến dịch không tập khởi sự. Theo các ước tính thì có ít nhất 200 con đường hầm chuyển vận hàng hóa và nhân sự trước khi cuộc tấn công bắt đầu. Hamas đã tìm cách đưa một số nhân vật quan trọng của họ sang Ai Cập qua những con đường hầm chưa bị phá. Một số khác ẩn náu trong các bệnh viện, giả trang là y tá và bác sĩ cũng như là các đền thờ Hồi giáo.

### Israel đòi có sự hiện diện của quan sát viên quốc tế trước khi ngưng bắn
Ngày 1 tháng 1 năm 2009, chính phủ Israel đòi hỏi phải có sự hiện diện của quan sát viên quốc tế như một điều kiện chính yếu cho bất cứ thỏa thuận ngưng bắn nào tại Gaza, trong khi các phi cơ của họ tiếp tục oanh tạc thành phố Gaza và các tàu chiến Israel bắn phá các mục tiêu dọc theo bờ biển do Hamas kiểm soát.
Một thỏa thuận quốc tế về việc thành lập một lực lượng kiểm soát ngưng bắn sẽ cho Israel lý do để chấm dứt cuộc tấn công khốc liệt, kéo dài đã sáu ngày nhắm vào Hamas, dù rằng trong khi đó đang có hàng ngàn lính Israel dàn ra ở vùng biên giới để chuẩn bị tấn công vào Gaza. Cho đến lúc này, cuộc hành quân để ngăn chặn việc Hamas bắn hỏa tiễn vào khu vực phía Nam Israel chỉ xảy ra từ trên không và kết quả một cuộc thăm dò dư luận đưa ra ngày 1 tháng 1 cho thấy phần lớn người dân Israel không muốn dùng bộ binh đánh vào Gaza.
Nữ phát ngôn viên quân sự, Thiếu tá Avital Leibovich, nói các chuẩn bị cho một cuộc hành quân trên bộ đã hoàn tất. Lực lượng bộ binh, pháo binh và các đơn vị khác đã sẵn sàng. Họ ở quanh dải Gaza, chờ lệnh tiến vào. Theo các giới chức ở Gaza, hơn 400 người đã thiệt mạng và 1.700 người khác bị thương kể từ khi Israel khởi sự chiến dịch không tập ngày 27/12. Theo Liên Hợp Quốc, có ít nhất 60 thường dân Palestine thiệt mạng, 34 trong số này là trẻ em. Tại Israel, có ba thường dân và một binh sĩ thiệt mạng vì hỏa tiễn Hamas, đang bắn xa hơn vào lãnh thổ nước này, đưa 1/8 dân số Israel vào tầm bắn hỏa tiễn.

## Phản ứng quốc tế
Hàng ngàn người xuống đường ở các thành phố lớn tại Trung Đông để phản đối cuộc oanh tạc của Israel. Từ Liban sang tới Iran, những quốc gia đối nghịch với Israel dùng cơ hội này để huy động dân chúng tham gia những cuộc biểu tình rầm rộ. Tại New York, Hội đồng Bảo an Liên Hợp Quốc kêu gọi Israel và phía Palestine hãy lập tức ngưng ngay các hành vi bạo động cũng như các hoạt động quân sự, đồng thời kêu gọi có cuộc ngưng bắn mới giữa Israel và Hamas và để cho các phẩm vật cứu trợ có thể được đưa vào Gaza.